# 八幡浜地区施設事務組合
八幡浜地区施設事務組合（やわたはまちくしせつじむくみあい）は、愛媛県八幡浜市、西予市、西宇和郡伊方町の2市1町で構成する一部事務組合。

## 事務内容
※ 西予市が処理するのは1から5の事務に限る
1. 特別養護老人ホームの管理運営に関すること
2. 消防・救急業務に関すること
3. 一次救急休日・夜間診療所の管理運営に関すること
4. 高圧ガス消費者への立入検査に関すること
5. 液化石油ガス設備工事の届出受理に関すること
6. し尿処理施設の管理運営に関すること
7. 神越緑地の管理運営に関すること

2018年（平成30年）4月1日現在

## 管内の現況
- 管内の人口 - 49,495人
  - 八幡浜市 - 33,519人
  - 西予市三瓶町 - 6,711人
  - 伊方町 - 9,265人

2019年（平成31年）4月1日現在
- 管内の世帯数 - 24,031世帯
  - 八幡浜市 - 16,070世帯
  - 西予市三瓶町 - 3,378世帯
  - 伊方町 - 4,583世帯

2019年（平成31年）4月1日現在
- 管内の面積 - 268.02km2
  - 八幡浜市 - 132.65km2
  - 西予市三瓶町 - 41.39km2
  - 伊方町 - 93.98km2

2019年（平成31年）4月1日現在

## 消防本部
八幡浜地区施設事務組合消防本部（やわたはまちくしせつじむくみあいしょうぼうほんぶ）は、愛媛県八幡浜市、西予市三瓶町、西宇和郡伊方町を管轄する消防部局（消防本部）。

### 組織
- 消防長（消防監）
  - 消防次長兼消防署長（消防司令長）
    - 総務課 - 庶務係、財政係
    - 予防課 - 予防係、保安係
    - 警防課 - 警備係、救急係、救助係、防災係長、通信指令室
    - 八幡浜地区施設事務組合消防署
      - 特殊災害対策室 - 特殊災害係、原子力対策係
      - 指揮隊
      - 第1中隊 - 救助小隊、第1小隊、第2小隊
      - 第2中隊 - 救助小隊、第1小隊、第2小隊
      - 第一分署 - 第1分隊、第2分隊、救急分隊
      - 第二分署 - 第1分隊、第2分隊、救急分隊
      - 第三分署 - 第1分隊、第2分隊、救急分隊

2019年（平成31年）4月1日現在

### 配置車両
| 配置車両         | 配置台数 |
| ---------------- | -------- |
| 消防ポンプ自動車 | 5台      |
| はしご自動車     | 1台      |
| 化学自動車       | 2台      |
| 救助工作車       | 1台      |
| 指揮車           | 1台      |
| 救急自動車       | 5台      |
| その他車両       | 16台     |

2019年（平成31年）4月1日現在

### 消防署等
消防署
| 消防署                       | 所在地                      | 分署             |
| ---------------------------- | --------------------------- | ---------------- |
| 八幡浜地区施設事務組合消防署 | 愛媛県八幡浜市松柏丙796番地 | 第一、第二、第三 |

分署
| 分署     | 所在地                                  |
| -------- | --------------------------------------- |
| 第一分署 | 愛媛県西宇和郡伊方町神崎2184番地1       |
| 第二分署 | 愛媛県八幡浜市保内町宮内1番耕地509番地1 |
| 第三分署 | 愛媛県西予市三瓶町朝立7番耕地113番地    |